# Усенко, Иван Архипович
Иван Архипович Усенко (укр. Іван Архипович Усенко; 25 сентября 1925, Мироновка, Харьковский округ — 23 февраля 1997, Балаклея, Харьковская область) — советский военный и следователь прокуратуры. Участник Великой Отечественной войны, удостоен звания Героя Советского Союза. После отставки работал в прокуратуре.

## Биография
Родился 25 сентября 1925 года в селе Мироновка Харьковского округа в украинской крестьянской семье. Окончил шесть классов Мироновской средней школы.
Был призван в ряды Красной Армии в сентябре 1943 года, в августе следующего года попал на фронт, участвовал в Висло-Одерской операции. Командовал пулемётным расчётом в составе 1-й пулемётной роты 140-го гвардейского стрелкового полка 47-й гвардейской стрелковой дивизии 1-го Белорусского фронта. Награждён 19 января 1945 г. медалью «За отвагу», за то, что «действовал смело и решительно огнём своего пулемёта способствовал продвижению наших подразделений». 31 января того же года отличился в боях за город Шверин (сейчас польский город Сквежина). Пулемётный расчёт под командованием Ивана Усенко продвинулся на сто метров вперёд от позиций стрелкового батальона 140-го полка и плотным огнём подавила пять огневых точек противника, уничтожив 18 немецких солдат, благодаря чему батальон смог начать атаку на город. Однако, наступление было отбито немцами и советским солдатам пришлось отступать, пулемёт Усенко прикрывал их отход. В результате расчёт, в составе пяти человек под руководством Усенко, оказалась в окружении и без патронов для пулемёта. Неожиданно атаковав, пулемётчики вооружённые автоматами и гранатами смогли отбить немецкое контрнаступление и продержаться до прихода советских сил. Благодаря действиям пулемётчиков под командованием Усенко было убито 24 немецких солдат и ещё 36 сдались в плен. За этот подвиг, 24 марта 1945 года, Ивана Усенко и его второго номера Петра Вертелецкого отметили званием Героя СССР.

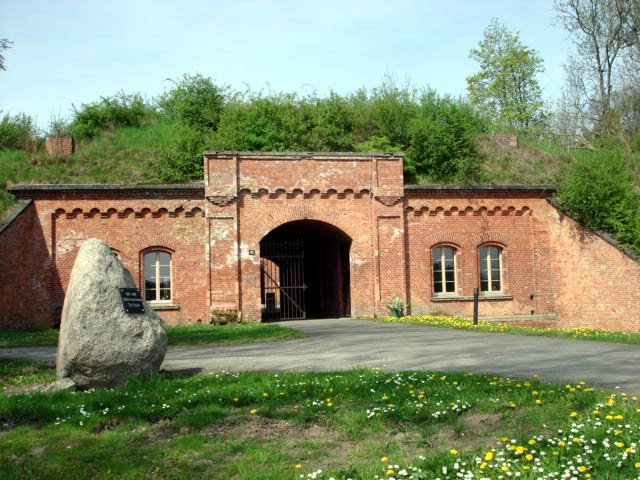
Укрепление Горгаста

Позже брал участие в штурме хорошо укреплённого населённого пункта Горгаст (сейчас часть общины Кюстринер-Форланд). Пулемётный расчёт под предводительством Усенко продвинулся вперёд и плотным огнём подавил две огневые точки и 35 солдат противника. В этом бою Иван Усенко был тяжело ранен, а его храбрость была отмечена орденом Красной Звезды. В дальнейшем он проходил лечение в 560 медицинском санитарном батальоне, полевом подвижном госпитале 652 и эвакуационном госпитале 3240, был выписан только в феврале 1946 года. Возвращаясь домой, заехал в Москву, где ему торжественно вручили сопроводительные награды к званию Героя СССР — Орден Ленина, медаль «Золотая Звезда» и грамоту Президиума Верховного Совета СССР. После демобилизации вернулся в родное село Мироновка. В том же 1946 году поступил в среднюю юридическую школу, по окончании которой в 1948 году стал работать следователем прокуратуры в Балаклее.
В 1950 году стал членом Коммунистической партии. В течение 1954—1960 годов учился на заочном отделении Харьковского юридического института, которое успешно окончил. Следователем прокуратуры работал до 1971 года, позже был юрисконсультом Балаклейской межколхозной строительной конторы. Параллельно Иван Усенко занимался общественной деятельностью, трижды избирался депутатом в Балаклейский горсовет, был секретарём партийной организации прокуратуры и суда Балаклеи. Умер Иван Усенко 23 февраля 1997 года в Балаклее.

## Память
Журналист Алексей Яхно упомянул Усенко в стихотворении о харьковских прокурорах-фронтовиках «Таких, як він, була лиш жменька…».

## Награды
Был награждён следующими наградами:
- Герой Советского Союза (24.03.1945)
- Орден Ленина (24.03.1945)
- орден Отечественной войны I степени (6.04.1985)[13]
- Орден Красной Звезды (22.04.1945)[6]
- медаль «Золотая Звезда» (24.03.1945)
- медаль «За отвагу» (19.01.1945)[3]